# .dj
.dj è il dominio di primo livello nazionale assegnato a Gibuti.
Per la somiglianza con l'acronimo DJ viene promosso dal registro l'utilizzo di domain hack a scopi musicali.